# 布魯斯山
70°32′S 162°30′E / 70.533°S 162.500°E
布魯斯山是南極洲的山峰，位於維多利亞地的彭內爾海岸，屬於鮑爾斯山脈的一部分，處於施圖林格山麓冰川以南，海拔高度1,640米，由英國探險隊發現。